# 율리아네 쾰러
율리아네 쾰러(독일어: Juliane Köhler, 1965년 8월 6일 ~ )는 독일의 배우이다. 1999년 영화 《에이미와 야구아》를 통해 주연을 맡았던 마리아 슈라더와 함께 1999 베를린 영화제 은곰상 여우주연상을 공동수상했다.